# اونیوا یوشینائو
اونیوا یوشینائو  (鬼庭良直، 1513 - 1586) که با نام Oniniwa Sagetsusai نیز شناخته می‌شود، یک سامورایی ژاپنی در دوره سنگوکو بود که به قبیله دیت خدمت می‌کرد. او عمیقا مورد اعتماد Date Terumune و Date Masamune بود. یوشینائو در سن 73 سالگی، شجاعانه جنگید تا ماسامونه را در نبرد هیتوتوریباشی رها کند، ارتش او بسیاری از مردان قبیله ایواکی را کشت، اما در نهایت توسط ژنرال ایواکی تسونتاکا، کوبوتا جورو، کشته شد. به لطف یوشینائو، ماسامونه توانست به قلعه موتومییا فرار کند. پسرش اونینیوا سوناموتو و دخترش کاتاکورا کیتا نیز برای قبیله دیت کار می‌کردند و اعتماد ماسامونه را جلب کردند.

## زندگی او
او در سال ۱۵۱۳ به عنوان پسر اونیوا موتومی ، ارباب قلعه کویاداته (آکاداته) در شهرستان داته ، متولد شد.
در سال ۱۵۳۹ ، او پس از بازنشستگی پدرش، موتوزانه، ریاست خانواده را به ارث برد. در شورش تنبون که در سال ۱۵۴۲ رخ داد، او در کنار پدرش در کنار داته هارومونه جنگید و در سال ۱۵۴۹ ، به دلیل دستاوردهایش ، ارباب قلعه کاوای در شهرستان ناگای شد و ۲۰۰۰ کوکو زمین اضافی به او اعطا شد (در «هارومونه-کو سایجی شیروکو» در سال ۱۵۵۳ ، این سرزمین‌ها به نام پدر بازنشسته‌اش، موتوزانه، ثبت شده‌اند).
وقتی داته ترومونه در سال ۱۵۶۴ به ریاست خانواده رسید ، ترومونه که به دنبال دستیاران بااستعداد بود، یوشینائو را به عنوان مشاور انتخاب کرد [ یادداشت ۱ ] . در نتیجه، یوشینائو به همراه اندو موتونوبو، به چهره‌ای محوری در حکومت ترومونه تبدیل شدند . یوشینائو به اعتماد ترومونه عمل کرد و در اوایل دوران تنشو ، به خاندان اونیوا جایگاه خانوادگی اعطا شد. در سال ۱۵۷۵ ، او ریاست خانواده را به پسر ارشدش، تسوناموتو ، واگذار کرد و با نام ساگتسای بازنشسته شد. با این حال، او همچنان دستیار نزدیک ترومونه بود و در امور دولتی، از جمله انجام مذاکرات اولیه برای به ارث بردن خاندان کوکوبو توسط برادر پنجم ترومونه، ماساشیگه، در سال ۱۵۷۷، مشارکت داشت .
در اکتبر ۱۵۸۵ ، ترومونه که ریاست خانواده را به پسر ارشدش، ماسامونه، سپرده بود، ترور شد. در ۱۷ نوامبر همان سال (ژانویه ۱۵۸۶ در تقویم میلادی)، ساتاکه یوشیشیگه از هیتاچی ، اربابان جنوبی را که ماسامونه را رها کرده و از قبیله داته جدا شده بودند، گرد هم آورد و برای حمله به نیروهای داته که قلعه نیهونماتسو را محاصره کرده بودند ( نبرد هیتوتوریباشی )، به شهرستان آداچی لشکرکشی کرد . در این زمان، ماسامونه فرماندهی را به ساگتسوی سپرد و به او فرمان طلایی اعطا کرد. با این حال، نیروهای داته که تعدادشان کمتر بود به سرعت تار و مار شدند و به نیروهای ساتاکه اجازه دادند تا به اردوگاه اصلی نفوذ کنند. ساگتسوی مسئولیت گارد عقب را بر عهده گرفت و به خطوط دشمن حمله کرد و به ماسامونه اجازه فرار داد. ساگتسای به دلیل سن بالا قادر به پوشیدن زره سنگین نبود و در عوض به جای کلاهخود، کلاه نخی زرد رنگی بر سر می‌گذاشت، اما او در خط مقدم ماند و شجاعانه جنگید و گفته می‌شود سپاه اونیوا ۲۰۰ سر را تصاحب کرد. در همین حال، ماسامونه به سختی موفق به فرار به قلعه موتومیا شد و به سختی از مرگ گریخت، اما ساگتسای توسط کوبوتا جورو ، دست نشانده ایواکی تسونتاکا، کشته شد. او در سن ۷۳ سالگی درگذشت.
ماسامونه با دادن ملک بازنشستگی خود به بیوه ساگتسای و صدور نامه‌ای با مهر قرمز مبنی بر تضمین مادام‌العمر آن، به او خدمت ساگتسای را پاداش داد.